# Lake Holcombe
Lake Holcombe – miasto w Stanach Zjednoczonych, w stanie Wisconsin, w hrabstwie Chippewa.